# Utricularia appendiculata
Utricularia appendiculata är en tätörtsväxtart som beskrevs av A. Bruce. Utricularia appendiculata ingår i släktet bläddror, och familjen tätörtsväxter. Inga underarter finns listade i Catalogue of Life.